# Gauliga Ostpreußen 1943/44
Die Gauliga Ostpreußen 1943/44 (offiziell: Gauklasse Ostpreußen 1943/44) war die elfte und letzte komplett ausgetragene Spielzeit der Gauliga Ostpreußen des Deutschen Fußball-Bundes. Der VfB Königsberg gewann mit deutlichem Abstand vor dem SV Insterburg und SV Allenstein die Meisterschaft, welche im Rundenturnier ausgetragen wurde, und qualifizierte sich somit für die deutsche Fußballmeisterschaft 1943/44. Nach dem Erstrundensieg über den LSV Mölders Krakau erreichte Königsberg das Achtelfinale, bei dem die Mannschaft nach einer 3:10-Heimniederlage gegen den HSV Groß Born ausschieden.
Nachdem sich der LSV Richthofen Neukuhren bereits vor der Saison zurückgezogen hatte, wurde die Gauliga Ostpreußen in dieser Saison mit sieben Mannschaften ausgespielt. Zur kommenden Spielzeit wurde die Gauliga aufgelöst und sämtliche noch spielfähige Mannschaften in die 1. Klassen eingeordnet, wobei nur im Kreis Königsberg überhaupt ein Spielbetrieb überliefert ist.

## Kreuztabelle
| 1943/44                       | VfB Königsberg | SV Insterburg | SV Allenstein | MTV Ponarth | Reichsbahn SG Königsberg | SV Prussia-Samland Königsberg | Königsberger STV |
| ----------------------------- | -------------- | ------------- | ------------- | ----------- | ------------------------ | ----------------------------- | ---------------- |
| VfB Königsberg                |                | 3:3           | 7:2           | 13:2        | 8:0                      | 12:0                          | 10:0             |
| SV Insterburg                 | 2:8            |               | 2:1           | 13:1        | 2:1                      | 5:1                           | 5:2              |
| SV Allenstein                 | 3:10           | 1:1           |               | 2:7         | +0:0 a                   | 6:2                           | 4:2              |
| MTV Ponarth                   | 3:3            | 5:3           | 1:3           |             | 0:2                      | 5:6                           | 8:0              |
| Reichsbahn SG Königsberg      | 0:5            | 7:0           | 0:0           | 1:2         |                          | 7:0                           | 3:1              |
| SV Prussia-Samland Königsberg | 0:1            | 7:4           | 0:3           | 1:3         | 2:1                      |                               | 1:2              |
| Königsberger STV              | 0:10           | 2:3           | 1:4           | 1:6         | 3:0                      | 1:1                           |                  |

## Abschlusstabelle
| Pl. | Verein                        | Sp. | S  | U | N | Tore    | Quote | Punkte |
| --- | ----------------------------- | --- | -- | - | - | ------- | ----- | ------ |
| 1.  | VfB Königsberg (M)            | 12  | 10 | 2 | 0 | 090:150 | 6,00  | 22:20  |
| 2.  | SV 05 Insterburg              | 12  | 6  | 2 | 4 | 043:390 | 1,10  | 14:10  |
| 3.  | SV Allenstein (N)             | 12  | 6  | 2 | 4 | 029:330 | 0,88  | 14:10  |
| 4.  | MTV Ponarth                   | 12  | 6  | 1 | 5 | 043:480 | 0,90  | 13:11  |
| 5.  | Reichsbahn SG Königsberg      | 12  | 4  | 1 | 7 | 022:230 | 0,96  | 09:15  |
| 6.  | SV Prussia-Samland Königsberg | 12  | 3  | 1 | 8 | 021:500 | 0,42  | 07:17  |
| 7.  | Königsberger STV              | 12  | 2  | 1 | 9 | 015:550 | 0,27  | 05:19  |

| (M) | Titelverteidiger              |
| (N) | Aufsteiger aus den 1. Klassen |